# شوتوکان
شوتوکان (به ژاپنی: 松涛館) یک  ورزش رزمی  زیبا
کاراته است، که توسط: گیچین فوناکوشی (۱۹۵۷–۱۸۶۸) بنیان‌گذاری شد.مسابقات رسمی کاراته در سراسر جهان از همین سبک برگزار می‌شود و یکی از ورزش های پر طرفدار است.

## ساختار نام
«شوتو» اسم مستعار و امضای ادبی فوناکوشی و «کان» به معنای خانه یا مکتب است. علاوه بر آن شوتوکان متعلق به سیستم شوری‌ته در کاراته است.

## تاریخچه
در سال ۱۹۴۸ اجرای هنرهای رزمی آزاد شد و دو تن از شاگردان قبلی دوجوی شوتوکان به نام‌های ماساتوشی ناکایاما و ایسائو اُباتا سازمان جدیدی را به نام انجمن کاراته ژاپن (JKA) به عنوان اولین تشکیلات رسمی کاراته در جهان بنیان نهادند. دوباره کاراته ترویج شد و در میان ارتش و دانشگاه‌ها و مدارس محبوب گردید. کاراتهٔ شوتوکان با برنامه‌ریزی‌های استاد ناکایاما می‌رفت تا در سطح بین‌المللی مطرح شود، انجمن کاراته ژاپن با تربیت مدرس و اعزام آن‌ها به چهارگوشهٔ دنیا شروع به تبلیغ کاراته فوناکوشی یا همان شوتوکان نمود و این امر موجب خشنودی فوناکوشی نیز بود.

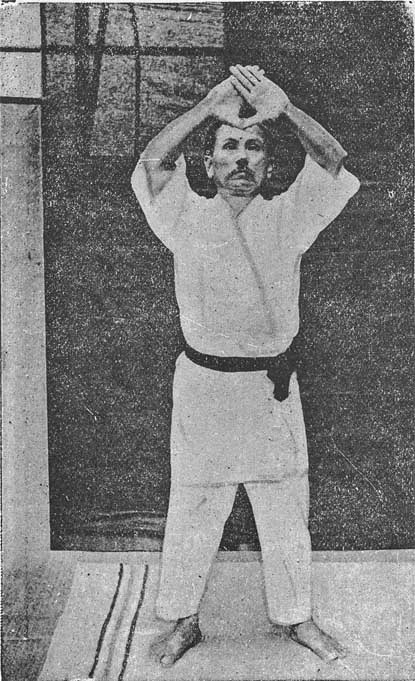
گیچین فوناکوشی در حال اجرای کاتای کانکودای در سال ۱۹۲۴ (میلادی)

## جهانی‌شدن
شوتوکان توسط ماساتوشی ناکایاما (۱۹۱۳–۱۹۸۷) دان ۹ (پس از مرگ دان ۱۰) به صورت امروزی‌تر و علمی‌تر به جهانیان معرفی شده که به کمک نیروهای فیزیکی کارهایی که به نظر خیلی‌ها سخت یا غیرممکن می‌نمایند را ممکن می‌کند. در این روش توجه خاصی به نیرو و سرعت ورود آن و مرکز جرم نیرو می‌شود.
پس از ناکایاما دو تن از شاگردان ارشد وی هیروکازو و کانازاوا دان ۱۰ که نخستین قهرمان مسابقات رسمی جهانی کاراته بود، اقدام به تأسیس شوتوکان کاراته بین‌المللی (SKI) و استاد مرحوم هیده تاکا نیشی یاما دان ۱۰ نیز فدراسیون جهانی کاراته سنتی (ITKF) را که رقیب اصلی فدراسیون جهانی کاراته به شمار می‌رود را در آمریکا تأسیس نمود و کاراته را در آمریکا پایه‌گذاری نمود.

## ساختار کنونی

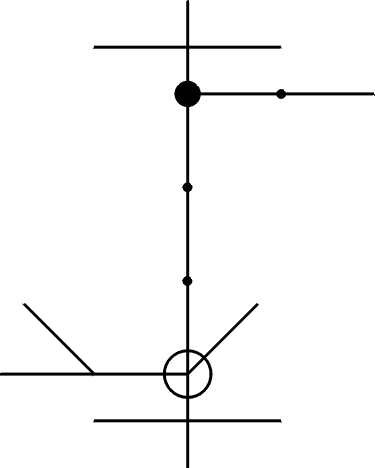
رسم‌الخط (خطوط حرکتی) کاتای هیان شودان

در حال حاضر علاوه بر این تشکیلات بعدها فدراسیون جهانی شوتوکان کاراته (WSKF) توسط استاد کاسویا و فدراسیون جهانی کاراته نو میچی (KWF) توسط استاد میکیو یاهارا دان ۹ و فدراسیون (JKS) توسط «آسای» و پس از آن استاد ماسائو کاگاوا دان ۸ به همراه سایر استادان در سبک شوتوکان تأسیس و فعالیت نمودند.

## شوتوکان در ایران
سبک شوتوکان از نخستین و اصیل‌ترین سبک‌های کاراته در ژاپن و جهان و از سبک‌های فعال کاراته در ایران است که خود شاخه‌های متعددی دارد؛ تا به امروز ۹ شاخه متفاوت از سبک شوتوکان در فدراسیون کاراته ایران به ثبت رسیده‌ است که مجوز رسمی فعالیت دارند.
لیست شاخه‌های زیر مجموعه شوتوکان در ایران:
- شوتوکان JKA
- شوتوکان JKS
- شوتوکان JSKA
- شوتوکان SKI
- شوتوکان WJKA
- شوتوکان WSKF
- شوتوکان WUKA
- شوتوکان ادونس
- شوتوکان آسای ریو ایران
- شوتوکان ایران
- شوتوکان تن شین کان
- شوتوکان ریو بوکای

## ترتیب کمربند
| سفید   |
| زرد    |
| نارنجی |
| سبز    |
| آبی    |
| بنفش   |
| قهوه‌ای |
| مشکی   |

دان یک 
دان دو
دان سه 
دان چهار
دان پنج
دان شش
دان هفت 
دان هشت
دان نه 
دان ده

## پاورقی‌ها
1. ↑  شوتو به معنی کاج‌های لرزان است و چون خانهٔ فوناکوشی در جنگل کاج بود چنین نامی بر او نهادند
2. ↑  دوجو در زبان ژاپنی به معنای محل تمرین هنرهای رزمی است
3. ↑  دان در زبان ژاپنی به معنای درجه و یا رتبه است